# Setmana Ciclista Valenciana
La Setmana Ciclista Valenciana és una competició ciclista per etapes femenina que es disputa al País Valencià des del 2017. Organitzada pel Club Ciclista Escapada forma part del calendari de l'UCI en la categoria 2.2.

## Palmarès
| Any  | Vencedora             | Segona                             | Tercera                |
| ---- | --------------------- | ---------------------------------- | ---------------------- |
| 2017 | Cecilie Uttrup Ludwig | Arlenis Sierra Cañadilla           | Ashleigh Moolman       |
| 2018 | Hannah Barnes         | Ashleigh Moolman                   | Alicia González Blanco |
| 2019 | Clara Koppenburg      | Soraya Paladin                     | Ashleigh Moolman       |
| 2020 | Anna van der Breggen  | Clara Koppenburg                   | Demi Vollering         |
| 2021 | Annemiek van Vleuten  | Margarita Victoria García Cañellas | Katrine Aalerud        |
| 2022 | Annemiek van Vleuten  | Cecilie Uttrup Ludwig              | Marta Cavalli          |
| 2023 | Justine Ghekiere      | Ashleigh Moolman                   | Amanda Spratt          |
| 2024 | Marlen Reusser        | Katarzyna Niewiadoma               | Niamh Fisher-Black     |
| 2025 | Demi Vollering        | Marlen Reusser                     | Anna van der Breggen   |